# Sannat (Francia)
Sannat è un comunefrancese di 390 abitanti situato nel dipartimento della Creuse nella regione della Nuova Aquitania.

## Società

### Evoluzione demografica
Abitanti censiti